# Mougel (patronyme)
Pour les articles homonymes, voir Mougel.
Mougel était un prénom rare au Moyen Âge et est un patronyme français très fréquent dans l'est de la France, en particulier dans le département des Vosges où il est né,,.

## Étymologie
Mougel est une des très nombreuses variantes hypocoristiques, du patronyme Demenge, qui était à l'origine un prénom très courant dans les Vosges au XVIIe siècle et qui s'est répandu en Lorraine. Mougel est en revanche un prénom très rare, qui peut se confondre avec Mengel dans les registres paroissiaux lorsque l'écriture des rédacteurs (le curé ou l'employé de mairie) était de qualité médiocre.
Le prénom Demenge provient de Dominicus, dérivé de dominus (le seigneur). C'est donc une variante lorraine du prénom Dominique. Il existe également, bien que rarement, le prénom Demange. Ces deux prénoms ont généré les patronymes Demenge (paradoxalement assez rare) et Demange (environ 20 fois plus fréquent que Demenge).
Exemples d'hypocoristiques de Demenge, (voir la liste exhaustive sur Demange) :
- Demangeat, Demangel, Demangeon, Demangin, Demangeot, Demangeau ;
- Demengeat, Demengel, Demengeon, Demengin, Demangeot ;
- Demonge, Demongeon, Demongeot, Demonget, Demoge ;
- Demouge, Demougeot, Demougin, etc.

et par aphérèse (suppression de la syllabe De) :
- Mange, Mangel, Mangenot, Mangeol, Mangeolle, Mangeon, Mangeot, Mangin ;
- Mengel, Mengeolle, Mengeot, Mengin ;
- Mouge, Mougé, Mougel, Mougenel, Mougeolle, Mougenot, Mougeot, Mougeotte, Mougin, Grandmougin ;
- Monge, Mongin, Mongeot, Mongenot, etc.

Le prénom Demenge et le patronyme Mougel ont coexisté au XVIIe siècle, de telle sorte qu'on trouve des individus qui s'appelaient Demenge Mougel dans les registres paroissiaux de cette époque des archives départementales des Vosges.

## Statistiques sur le patronyme Mougel
Selon le site genealogie.com, le patronyme Mougel est classé au 2491e rang des noms les plus portés en France.

## Les patronymes vosgiens
Selon les statistiques établies par les éditions Archives et Culture dans leur ouvrage Les noms de famille des Vosges (2008), parmi les 100 noms vosgiens les plus courants, 43 % sont des prénoms et 20 % sont des dérivés de prénoms ou des prénoms composés, soit une grande majorité de 63 % de patronymes vosgiens construits sur des noms de baptême. Exemples :
- Pierrel, Pierrat et Perrin dérivés de Pierre ;
- Demange, Grandemange, Petitdemange, Grosdemange, Mougel, Mougin, Mangin, Mengin, Mangel, dérivés de Demenge ;
- Claudel et Claudon dérivés de Claude ;
- Absalon (ancien prénom au XVIIe siècle)[13],[14] ;
- Amé et Amet (anciens prénoms du XVIIe siècle, variantes de Aimé)[15],[16] ;
- Remy, dérivé de Rémi ;
- Villaumé, Villaume et Vuillaume dérivé de Guillaume ;
- Thiriet et Thirion dérivés de Thierry ;
- Aubertin dérivé de Aubert (ancien prénom) ;
- Georgel dérivé de Georges ;
- Mansuy (ancien prénom au XVIIe siècle[17],[18], parfois masculin, parfois féminin) ;
- Curien dérivé de Quirin (anciens prénoms au XVIIe siècle) ;
- Colle, Colin et Collin, Colas, Grandcolas et Groscolas dérivés de Nicolas ;
- Grandjean, Petitjean, Grosjean, Grandidier, Grandgirard ;
- Humbertclaude dérivé de Humbert (ancien prénom au XVIIe siècle) ;
- Demangeclaude, Didierlaurent, Didierjean, Didierlemaire, Jeangeorges, Humbertclaude, Claudepierre, Clémentdemange, Mangeonjean, Jeandemange.